# Leopoldo Alfredo Bravo
Leopoldo Alfredo Bravo (San Juan, 30 de julio de 1960 - ibídem, 30 de octubre de 2010) fue un político y diplomático argentino. Hijo mayor de Leopoldo Bravo e Ivelise Ilda Falcioni quienes tuvieron 6 hijos.

## Vida política
Como político, ocupó diversos cargos dentro del Partido Bloquista, entre ellos presidente de la convención, presidente del partido, cargo que detentaba al momento de su fallecimiento. En 1987 fue elegido diputado provincial por dicha formación, siendo reelegido en 1991, hasta 1993, año en que renunció a su escaño. En 1995 fue designado diputado nacional, y en 1999 volvió a la legislatura provincial.

## Vida diplomática
Como diplomático, continuó una carrera en Moscú que iniciara su abuelo Federico Cantoni, secundado por su padre Leopoldo Bravo, quien fuera dos veces embajador de Argentina ante la Unión Soviética, y su tío Federico Bravo. Fue nombrado embajador extraordinario y plenipotenciario de la República Argentina en Rusia, cargo que ocupó desde 12 de septiembre de 2006 hasta su muerte.
Previamente fue designado Agregado Financiero de la Embajada de la República Argentina ante la Federación de Rusia el 22 de abril de 2002.
Fue designado embajador argentino en Bielorrusia el 31 de mayo de 2007, en Uzbekistán el 10 de marzo de 2008 y en Armenia el 7 de mayo de 2008. También en Kazajistán, Kirguistán y Turkmenistán.

## Vida personal
Casado con Laura Adámoli y padre de cuatro hijos, Bravo murió de cáncer de pulmón el 30 de octubre de 2010, a la edad de 50 años.